# Saint-Sauvant (Vienne)
Pour les articles homonymes, voir Saint-Sauvant.
Saint-Sauvant est une commune du Centre-Ouest de la France, située dans le département de la Vienne (région Nouvelle Aquitaine).

## Géographie

### Localisation
C'est une commune du sud de la Vienne, sans relief dominant, située à 7 km au sud de Rouillé, par la D26, reliant Poitiers à Melle.

### Communes limitrophes
Les communes limitrophes sont Avon, Chenay, Rom, Vançais, Celle-Lévescault, Lusignan, Rouillé et Valence-en-Poitou.

### Géologie et relief
La forêt domaniale de Saint-Sauvant de 804 hectares (dont 400 hectares sur la commune) est essentiellement boisée de chêne de grande qualité (ébénisterie et bois à merrains).
Traversée par le GR655, la forêt compte quatre sentiers pédestres balisés. L’un d’entre eux longe le Fort à l’Anglais, camp gallo-romain réutilisé pendant la guerre de Cent Ans. La forêt accueille par ailleurs un circuit équestre et VTT ainsi qu’une aire de pique-nique.

### Climat
Pour des articles plus généraux, voir Climat de la Nouvelle-Aquitaine et Climat de la Vienne.
Historiquement, la commune est exposée à un climat océanique du nord-ouest.  
En 2020, Météo-France publie une typologie des climats de la France métropolitaine dans laquelle la commune est exposée à un climat océanique altéré et est dans la région climatique Poitou-Charentes, caractérisée par un bon ensoleillement, particulièrement en été et des vents modérés.
Pour la période 1971-2000, la température annuelle moyenne est de 11,7 °C, avec une amplitude thermique annuelle de 14,7 °C. Le cumul annuel moyen de précipitations est de 795 mm, avec 11,4 jours de précipitations en janvier et 6,8 jours en juillet. Pour la période 1991-2020, la température moyenne annuelle observée sur la station météorologique la plus proche, située sur la commune de Lusignan à 10 km à vol d'oiseau, est de 12,1 °C et le cumul annuel moyen de précipitations est de 814,4 mm,. Pour l'avenir, les paramètres climatiques de la commune estimés pour 2050 selon différents scénarios d’émission de gaz à effet de serre sont consultables sur un site dédié publié par Météo-France en novembre 2022.

## Urbanisme

### Typologie
Au 1er janvier 2024, Saint-Sauvant est catégorisée commune rurale à habitat dispersé, selon la nouvelle grille communale de densité à sept niveaux définie par l'Insee en 2022.
Elle est située hors unité urbaine et hors attraction des villes,.

### Occupation des sols
L'occupation des sols de la commune, telle qu'elle ressort de la base de données européenne d’occupation biophysique des sols Corine Land Cover (CLC), est marquée par l'importance des territoires agricoles (88 % en 2018), une proportion identique à celle de 1990 (88 %). La répartition détaillée en 2018 est la suivante : 
terres arables (66,7 %), zones agricoles hétérogènes (20,5 %), forêts (8,2 %), zones urbanisées (1,9 %), milieux à végétation arbustive et/ou herbacée (1,6 %), prairies (0,8 %), espaces verts artificialisés, non agricoles (0,3 %). L'évolution de l’occupation des sols de la commune et de ses infrastructures peut être observée sur les différentes représentations cartographiques du territoire : la carte de Cassini (XVIIIe siècle), la carte d'état-major (1820-1866) et les cartes ou photos aériennes de l'IGN pour la période actuelle (1950 à aujourd'hui).

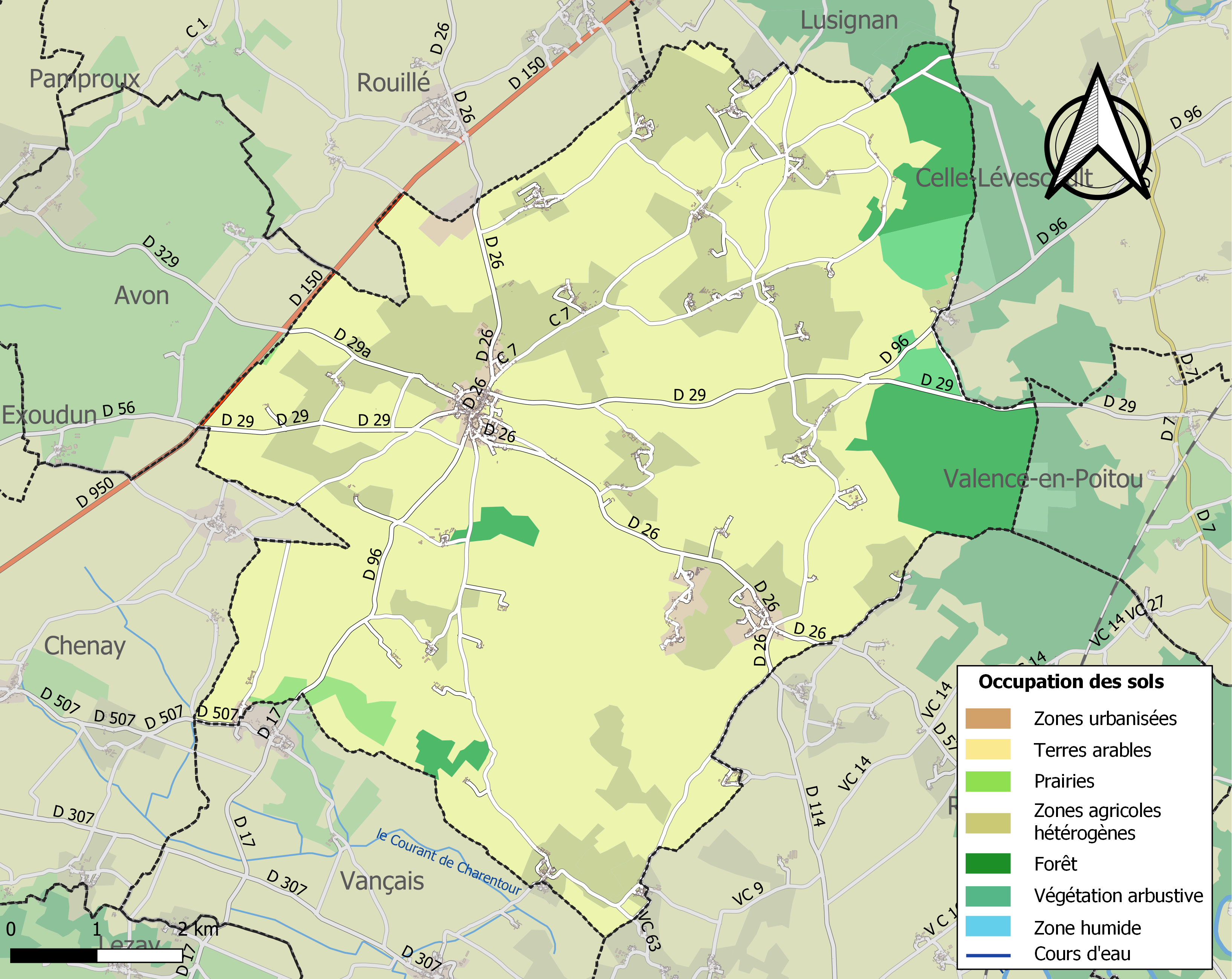
Carte des infrastructures et de l'occupation des sols de la commune en 2018 (CLC).

### Hameaux
Les hameaux de Saint Sauvant:
1. Anne Marie
2. La Barbinière
3. La Baricauderie
4. Bois le Bon. Les premières dragonnades en Poitou semblent avoir eu lieu à Bois le Bon.
5. Le Bois de Sairé
6. Les Bouiges
7. La Bouretterie de Courgé
8. Les Brandes
9. La Branlerie
10. Le Breuil Cartais
11. La Brousse Motheau
12. La Brousse Portron
13. La Cesse
14. Chasseigne
15. Chiré
16. La Cité
17. La Contentinière
18. La Cour de Courgé
19. La Cour de Vernay
20. Le Creux
21. La Chapelatière
22. La Chevraise
23. Le Coudré
24. Donné
25. L'Eterpe
26. Faljoie
27. Le Grand Sairé
28. La Grande Versanne
29. Les Gueraises
30. Les Héraults
31. La Litière
32. Longes
33. Luché
34. La Marzelle
35. Les Merzellières
36. Les Molles
37. Montlorgis
38. Nillé
39. Le Petit Sairé
40. La Poisnière
41. Poneuf
42. Pouzeau
43. Le Poyau
44. La Roche Rimbault
45. La Simalière
46. La Teillée
47. Touche Moreau
48. Savigné
49. Les Vignes du Coudré
50. Vitré

### Risques majeurs
Le territoire de la commune de Saint-Sauvant est vulnérable à différents aléas naturels : météorologiques (tempête, orage, neige, grand froid, canicule ou sécheresse), mouvements de terrains et séisme (sismicité modérée). Il est également exposé à un risque technologique, le transport de matières dangereuses. Un site publié par le BRGM permet d'évaluer simplement et rapidement les risques d'un bien localisé soit par son adresse soit par le numéro de sa parcelle.

#### Risques naturels

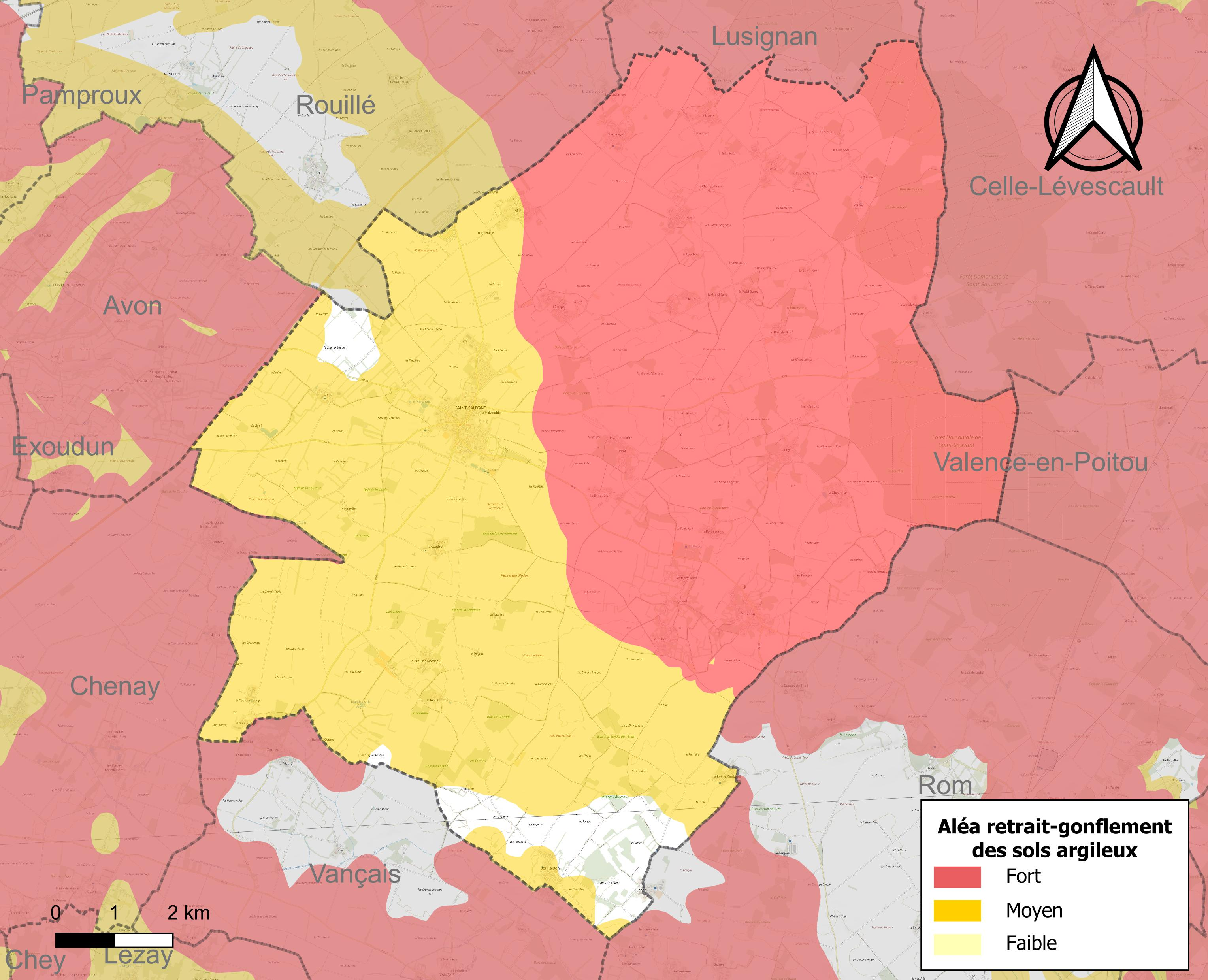
Carte des zones d'aléa retrait-gonflement des sols argileux de Saint-Sauvant.

Les mouvements de terrains susceptibles de se produire sur la commune sont des tassements différentiels. Le retrait-gonflement des sols argileux est susceptible d'engendrer des dommages importants aux bâtiments en cas d’alternance de périodes de sécheresse et de pluie. 95,7 % de la superficie communale est en aléa moyen ou fort (79,5 % au niveau départemental et 48,5 % au niveau national). Depuis le 1er octobre 2020, en application de la loi ÉLAN, différentes contraintes s'imposent aux vendeurs, maîtres d'ouvrages ou constructeurs de biens situés dans une zone classée en aléa moyen ou fort,.
La commune a été reconnue en état de catastrophe naturelle au titre des dommages causés par les inondations et coulées de boue survenues en 1982, 1999 et 2010, par la sécheresse en 2016 et 2017 et par des mouvements de terrain en 1999 et 2010.

## Toponymie
Le nom de la localité est attesté sous la forme de Ad S.Silvanum en 1032 (Saint Silvain).
Le nom du bourg proviendrait du latin sanctus qui signifie saint et du nom de la divinité gallo-romaine de la forêt Silvanus.

## Histoire
Saint-Sauvant est un village à majorité protestante (calviniste), dans une région catholique, depuis le XVIe siècle.
Comme le reste de la France, Saint-Sauvant accueille favorablement les avancées de la Révolution française. Elle plante ainsi son arbre de la liberté, symbole de la Révolution. Il devient le lieu de ralliement de toutes les fêtes et des principaux événements révolutionnaires. La commune n'a pas de blason.
Début juillet 1944, trente SAS du capitaine Tonkin, parachutés avec quatre jeeps à Usson-du-Poitou et faits prisonniers en forêt de Verrières, sont fusillés sur ordre du général Curt Gallenkamp, du 80e corps d’armée de la Wehrmacht, malgré leurs uniformes anglais. Un parcours du souvenir de la guerre de 1939-1945 a été mis en place.

## Politique et administration

### Liste des maires
| Période                                  | Période  | Identité                 | Étiquette | Qualité                                              |
| ---------------------------------------- | -------- | ------------------------ | --------- | ---------------------------------------------------- |
| 1798                                     | 1814     | René Roche               |           | Premier maire de Saint Sauvant                       |
| 1814                                     | 1815     | Pierron                  |           |                                                      |
| 1815                                     | 1830     | René Riveau              |           |                                                      |
| 1830                                     | 1844     | Joseph Gérineau          |           |                                                      |
| 1844                                     | 1846     | Louis Hilaire Bonnet     |           |                                                      |
| 1847                                     | 1848     | Pierre François Quintard |           |                                                      |
| 1848                                     | 1852     | Frédéric Baudet          |           |                                                      |
| 1852                                     | 1861     | Pierre François Quintard |           |                                                      |
| 1861                                     | 1864     | Louis Souché             |           |                                                      |
| 1864                                     | 1883     | Pierre Minault           |           |                                                      |
| 1884                                     | 1886     | François Honoré Barré    |           |                                                      |
| 1886                                     | 1917     | Pierre Bruneteau         |           |                                                      |
| 1918                                     | 1925     | Henri Bouffard           |           |                                                      |
| 1925                                     | 1935     | Isaïe Nivele             |           |                                                      |
| 1935                                     | 1953     | Gustave Bruneteau        |           |                                                      |
| 1953                                     | 1983     | Jean-Michel Quintard     | DVG       | Conseiller général du canton de Lusignan (1958-1985) |
| 1983                                     | 1995     | Agénor Millet            |           |                                                      |
| 1995                                     | 2001     | Jean-Paul Lampert        |           | Médecin généraliste                                  |
| 2001                                     | 2005     | Jean-Claude Bruneteau    |           |                                                      |
| 2005                                     | 2007     | Roland Géraud            |           |                                                      |
| 2007                                     | 2008     | Robert Viault            |           |                                                      |
| 2008                                     | 2014     | Marc Menneteau           |           |                                                      |
| 2014                                     | 2016     | Laure Ehrmann            |           | Adjointe territoriale                                |
| 2016                                     | En cours | Christophe Chappet       |           | Responsable RH                                       |
| Les données manquantes sont à compléter. |          |                          |           |                                                      |

### Instances judiciaires et administratives
La commune relève du tribunal d'instance de Poitiers, du tribunal de grande instance de Poitiers, de la cour d'appel de Poitiers, du tribunal pour enfants de Poitiers, du conseil de prud'hommes de Poitiers, du tribunal de commerce de Poitiers, du tribunal administratif de Poitiers et de la cour administrative d'appel de Bordeaux, du tribunal des pensions de Poitiers, du tribunal des affaires de la Sécurité sociale de la Vienne, de la cour d’assises de la Vienne.

### Services publics
Les réformes successives de La Poste ont conduit à la fermeture de nombreux bureaux de poste ou à leur transformation en simple relais. Toutefois, la commune a pu maintenir le sien.

### Politique environnementale
Dans son palmarès 2024, le Conseil national de villes et villages fleuris de France a attribué une fleur à la commune.

## Démographie
L'évolution du nombre d'habitants est connue à travers les recensements de la population effectués dans la commune depuis 1793. Pour les communes de moins de 10 000 habitants, une enquête de recensement portant sur toute la population est réalisée tous les cinq ans, les populations de référence des années intermédiaires étant quant à elles estimées par interpolation ou extrapolation. Pour la commune, le premier recensement exhaustif entrant dans le cadre du nouveau dispositif a été réalisé en 2006.

En 2022, la commune comptait 1 298 habitants, en évolution de +2,77 % par rapport à 2016 (Vienne : +0,6 %, France hors Mayotte : +2,11 %).
| 1793  | 1800  | 1806  | 1821  | 1831  | 1836  | 1841  | 1846  | 1851  |
| ----- | ----- | ----- | ----- | ----- | ----- | ----- | ----- | ----- |
| 2 190 | 2 308 | 2 229 | 2 418 | 2 622 | 2 683 | 2 673 | 2 862 | 2 892 |

| 1856  | 1861  | 1866  | 1872  | 1876  | 1881  | 1886  | 1891  | 1896  |
| ----- | ----- | ----- | ----- | ----- | ----- | ----- | ----- | ----- |
| 2 976 | 2 971 | 2 922 | 2 890 | 2 830 | 2 788 | 2 789 | 2 745 | 2 567 |

| 1901  | 1906  | 1911  | 1921  | 1926  | 1931  | 1936  | 1946  | 1954  |
| ----- | ----- | ----- | ----- | ----- | ----- | ----- | ----- | ----- |
| 2 517 | 2 589 | 2 586 | 2 514 | 2 400 | 2 317 | 2 455 | 2 083 | 2 025 |

| 1962  | 1968  | 1975  | 1982  | 1990  | 1999  | 2006  | 2011  | 2016  |
| ----- | ----- | ----- | ----- | ----- | ----- | ----- | ----- | ----- |
| 2 023 | 1 814 | 1 611 | 1 403 | 1 315 | 1 291 | 1 305 | 1 312 | 1 263 |

| 2021  | 2022  | - | - | - | - | - | - | - |
| ----- | ----- | - | - | - | - | - | - | - |
| 1 283 | 1 298 | - | - | - | - | - | - | - |

En 2008, selon l’Insee, la densité de population de la commune était de 22 hab./km2 contre 61 hab./km2 pour le département, 68 hab./km2 pour la région Poitou-Charentes et 115 hab./km2 pour la France.

## Économie
L’activité de la commune est essentiellement tournée vers l’agriculture. La commune compte quelques artisans et commerçants, un restaurant, une poste, une pharmacie, un centre équestre, un camping, une piscine estivale, des gîtes et des chambres d’hôtes à proximité. Une zone artisanale accueille quelques entreprises. Un centre d'hébergement appelé Aigaïl (en patois : rosée du matin) et se situant rue du Temple, a été inauguré en 2016.
La municipalité a équipé le groupe scolaire et la salle des fêtes d’une chaufferie à bois déchiqueté en 2008. Un deuxième équipement de même nature est en fonctionnement depuis octobre 2012. C'est un réseau de chaleur urbain qui dessert des bâtiments communaux et des particuliers participant ainsi à la réduction des émissions de CO2. La ressource locale en bois déchiqueté (ou à plaquette) est très largement suffisante (forêt domaniale et bois privés) pour assurer un approvisionnement de proximité.

### Agriculture
Selon la direction régionale de l'Alimentation, de l'Agriculture et de la Forêt de Poitou-Charentes, il n'y a plus que 46 exploitations agricoles en 2010 contre 60 en 2000.
Les surfaces agricoles utilisées n'ont pas évolué au cours de cette décennie. Les surfaces étaient de 4 034 hectares en 2000  et de 4 041 hectares en 2010 dont 741 sont irrigables. Ces chiffres indiquent une concentration des terres sur un nombre plus faible d’exploitations. Cette tendance est conforme à l’évolution constatée sur tout le département de la Vienne puisque de 2000 à 2007, chaque exploitation a gagné en moyenne 20 hectares.
50 % des surfaces agricoles sont destinées à la culture des céréales (blé tendre essentiellement mais aussi orge et maïs), 24 % pour les oléagineux (2/3 en colza et 1/3 en tournesol), 6 % pour les protéagineux (essentiellement en pois pour 82 % de ces surfaces), 8 % pour le fourrage et 3 % restent en herbe. En 2000 comme en 2010, un hectare est consacré à la vigne.
Dix exploitations en 2010 (contre treize en 2000) abritent un élevage de bovins (990 têtes en 2010 contre 1 039 en 2000). Cinq exploitations en 2010 (contre trois en 2000) abritent un élevage d'ovins (91 têtes en 2010 contre 137 têtes en 2000). Les élevages industriels de volailles ont connu un fort développement au cours de cette décennie : 8 238 têtes réparties sur 21 fermes en 2000 pour 20 291 têtes réparties sur 19 fermes en 2010.
L'élevage de caprins a connu une baisse : 1 283 têtes en 2000 réparties sur sept fermes contre 650 têtes en 2010 réparties sur trois fermes. Cette forte baisse est révélatrice de l’évolution qu’a connue, en région Poitou-Charentes, cet élevage au cours des deux dernières décennies : division par trois du nombre d’exploitations, augmentation des effectifs moyens par élevage (38 chèvres en 1988, 115 en 2000), division par dix des chèvreries de 10 à 50 chèvres qui représentaient 50 % des troupeaux en 1988, et multiplication par six des élevages de plus de 200 chèvres qui regroupent, en 2000, 45 % du cheptel. Cette évolution des structures de production caprine a principalement pour origine la crise de surproduction laitière de 1990-1991 qui, en parallèle des mesures incitatives, a favorisé des départs d’éleveurs en préretraite et encouragé l’adaptation structurelle des élevages.

## Culture locale et patrimoine

### Patrimoine naturel

#### La forêt de Saint-Sauvant
Le massif forestier de Saint-Sauvant située à 4 km à l'est du bourg par la D29. C'est une vaste chênaie de 800 hectares. Elle fait partie d’un espace de 2 000 hectares classé comme zone naturelle d'intérêt écologique, faunistique et floristique. Elle occupe un vaste plateau dont l’altitude moyenne est de 140 mètres. Ce plateau appartient à une entité géologique originale qui s’étend sur une vaste zone à cheval sur le sud-est du département des Deux-Sèvres, le nord du département de la Charente et le sud-ouest du département de la Vienne. Ce sont les terres rouges à châtaigniers. Sur ce type de sol et dans le contexte climatique local caractérisé par une pluviométrie assez forte (jusqu’à 900 mm/an) pour la région, la forêt est surtout caractérisée par la présence d'une chênaie où le chêne sessile est dominant. Il est généralement accompagné du chêne pédonculé et du hêtre. Le châtaignier autrefois introduit par l’homme est de nos jours totalement naturalisé. Avec quelques plantations de conifères, ils apportent un peu de diversité à la forêt de Saint-Sauvant.
La forêt abrite une riche avifaune dominée par les rapaces comme c’est souvent dans les forêts de surface importante. Il est ainsi possible d’observer :
- l’autour des palombes ;
- le bouvreuil pivoine ;
- le busard Saint-Martin qui est un élégant rapace gris pâle des landes et des forêts ouvertes ;
- l’engoulevent d’Europe ;
- le faucon hobereau ;
- le gros-bec casse-noyaux : c’est un passereau dont le bec énorme peut broyer les faînes de charmes ou de hêtres qui constituent l’essentiel de son régime alimentaire ;
- le pic mar : c’est une espèce aux exigences écologiques strictes puisqu’elle n’occupe que les vieilles chênaies de plus 100 ans, riches en arbres sénescents ou morts ;
- le pouillot siffleur.

La flore présente un intérêt moindre que l’avifaune. Toutefois, il est possible de découvrir certaines espèces rares telles que :
- le Blechnum piquant ;
- le hêtre d’Europe : c’est une essence plutôt montagnarde rare dans les plaines de Poitou-Charentes ;
- la Scille printanière : c’est une petite liliacée des régions atlantiques, proche ici de sa limite orientale de distribution dans la région.

La forêt est gérée par l'Office national des forêts. Elle est exploitée pour la production de bois d'œuvre.
Plusieurs sentiers pédestres balisés ont été aménagés : un parcours du souvenir (Seconde Guerre mondiale), et des circuits équestre et VTT. La forêt est, aussi, traversée par le GR 364 qui rejoint les bois du Grand Parc de Lusignan à ceux de Rom dans le département des Deux-Sèvres. Un sentier de découverte permet d'agrémenter la balade familiale dans la nouvelle aire d'accueil de la partie sud de la forêt. Dans la partie nord, le sentier des mares permet de découvrir une faune et une flore très caractéristiques des milieux humides.

#### Le poirion
Le poirion est une petite poire sauvage que l’on trouve, à l’automne, dans les haies ou en bordure des chemins de Saint-Sauvant. Cette poire est reconnue comme étant une variété de petite poire endémique. Son origine remonte à la nuit des temps. Aujourd’hui, grâce à une poignée de bénévoles, des produits dérivés du poirion sont confectionnés chaque année. En fonction des récoltes, il est possible de préparer divers produits. L’avant dernier dimanche de novembre, une fête lui est consacrée. Ainsi, l’occasion est donnée de valoriser ce fruit en organisant la Fête du Poirion, un marché et un concours gastronomique ouvert aux amateurs et aux professionnels. L’unique restaurant saint-sauvantais porte le nom en guise de clin d’œil à cette petite poire sauvage.

### Lieux et monuments religieux

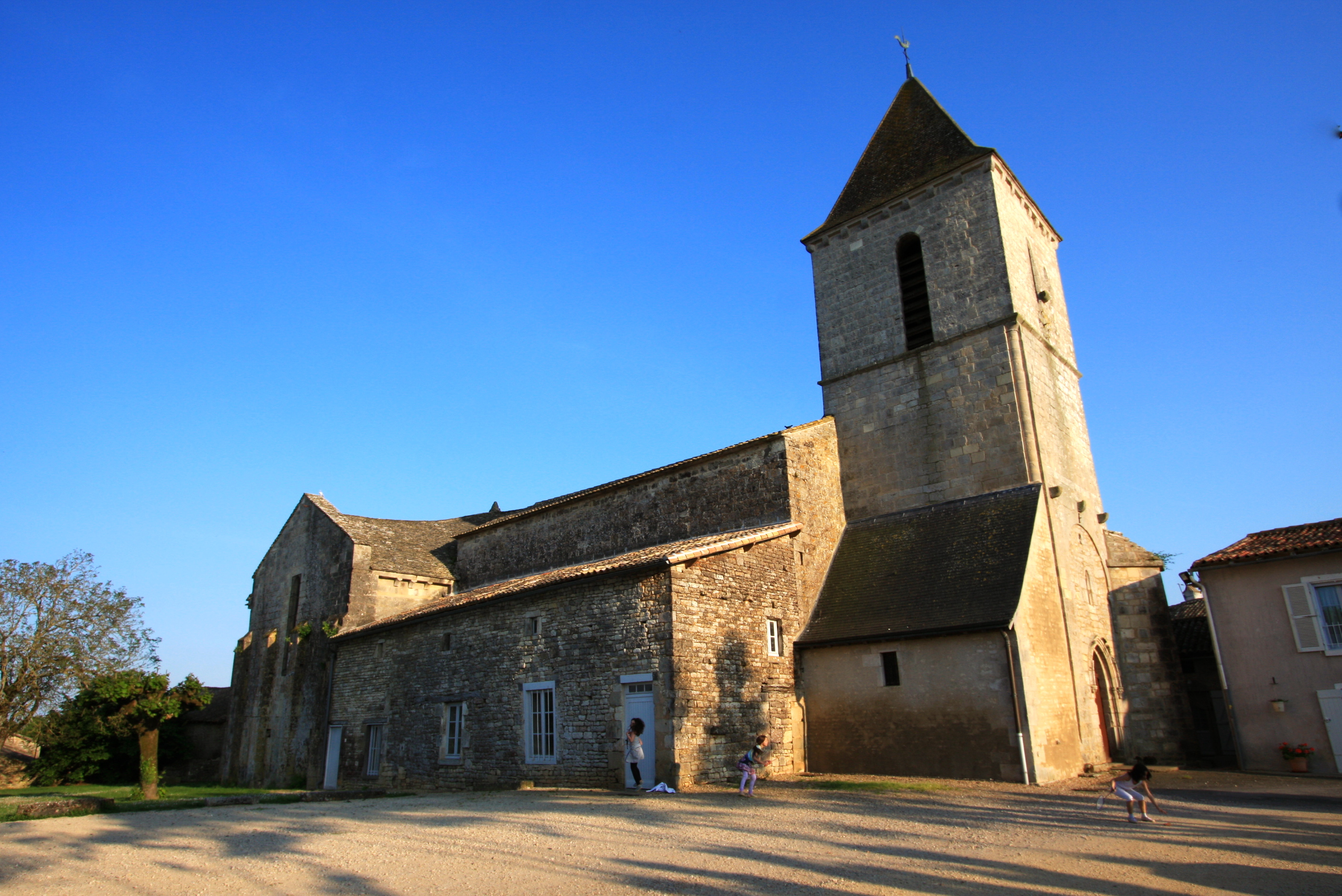
L'église Saint-Sylvain.

- Via Turonensis : la commune est traversée par la voie de Tours vers Compostelle empruntée par les pèlerins des Chemins de Compostelle, sur le GR655. La dernière boulangerie du village se tenait dans l'ancienne auberge Saint-Jacques.
- Église Saint-Sylvain :  La commune abritant une vaste forêt, on suppose que ce nom ait été donné en continuité aux croyances païennes, et au dieu romain tutélaire des forêts: Sylvanus. L’église doit son nom à saint Sylvain, prêtre envoyé en Gaule par saint Pierre. Église prieurale, elle fut rattachée à l’abbaye de Celles-sur-Belle en 1121. Plusieurs rénovations ont transformé l’aspect roman de l’édifice, aux XIIIe et XVe siècles. De nombreux sarcophages mérovingiens autour de l’église et de la mairie témoignent de la présence d’une communauté chrétienne dès le Ve siècle. Une confusion sur la dédicace de l'édifice vient du fait que l'église a été classée au patrimoine historique en 1979[30] sous le patronage erroné de saint Romain[31], alors que les parchemins du Moyen Âge et les registres paroissiaux de l'Ancien Régime comme d'aujourd'hui, ne citent que saint Sylvain.

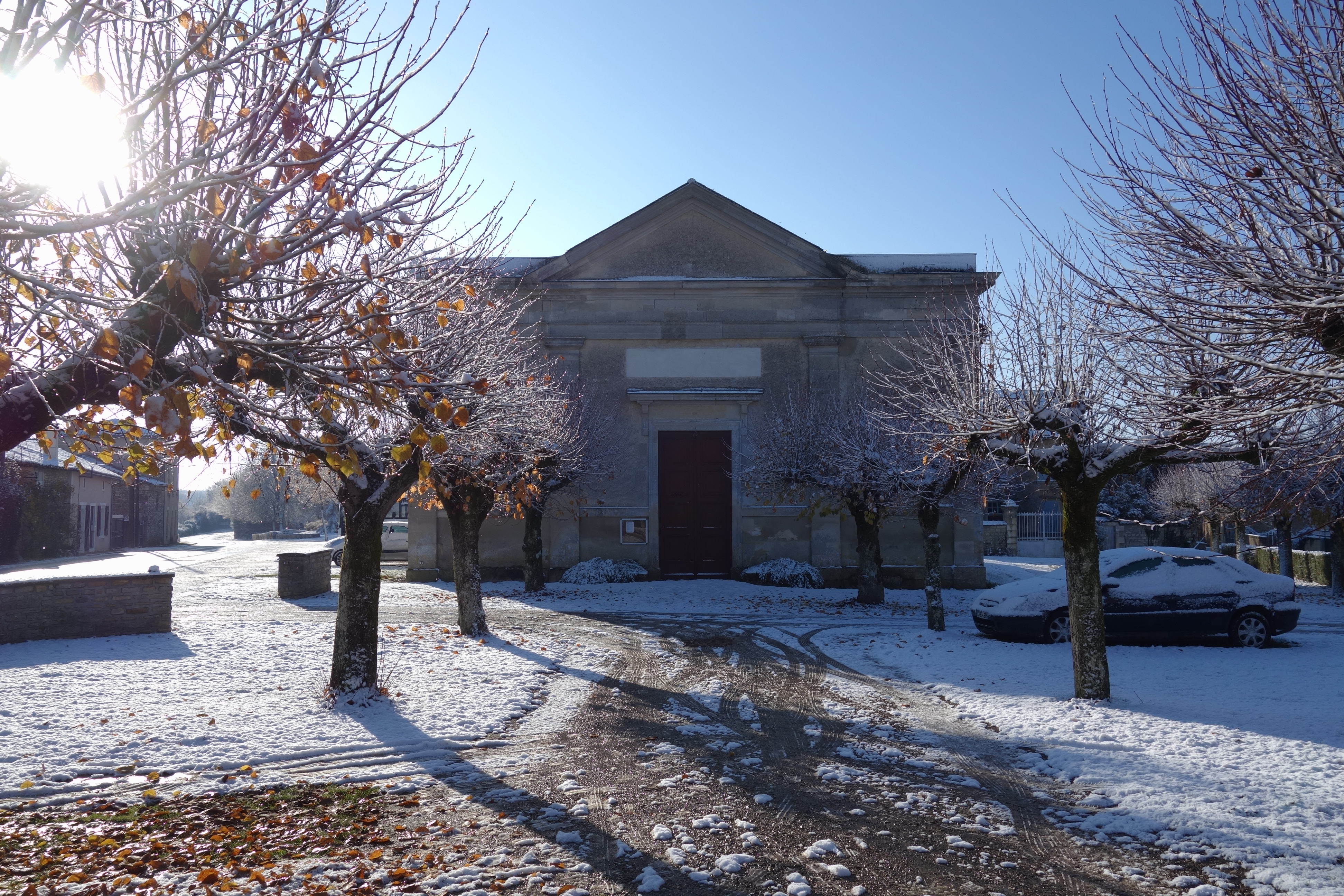
Le Temple de Saint Sauvant.

- Les Cimetières protestants de la commune: environ 250 cimetières protestants sont présents dans les jardins et les fermes de la commune créés consécutivement aux guerres de Religion et à la révocation de l'édit de Nantes.
- Temple protestant inauguré le 30 septembre 1836. Temple imposant et très large. Façade classique à fronton et deux ailes, piliers en relief sur la façade. Grande porte centrale et porte latérale. Larges baies cintrées.
- La Chaire à Moïse : dans un bois proche du bourg, un monument en pierre ressemblant à une chaise amène différentes interprétations à son utilisation passée, d'un lieu de culte dès la Préhistoire, à l'utilisation du lieu dans les assemblées du désert des protestants locaux. Son nom qui cite Moïse, laisse le penser. "Chaire" veut dire "chaise" en poitevin. L'acoustique excellente en ce lieu suggère également un lieu de rassemblement et de culte très ancien. Des pierres taillées trouvées à proximité montrent qu'elle date vraisemblablement du Néolithique, mais on ne connait pas sa datation exacte.
- Le cimetière communal date des années 1800-1810 environ. Les années qui précèdent, on discute de déménager le cimetière situé autour de l'église et qui commence à gêner le marché aux bestiaux qui a lieu sur la place. Leur proximité est également un souci d'hygiène. Sur le cadastre napoléonien de 1836, on aperçoit l'actuel cimetière appelé "Cimetière Catholique", car seulement les catholiques peuvent encore y être inhumés. Plus tard, un autre cimetière sera fait de l'autre côté du mur qui longe le cimetière catholique à sa droite. Le cimetière aura alors deux entrées. À gauche pour les catholiques. À droite pour les protestants. Le mur de séparation n'existe plus aujourd'hui, mais subsiste les deux entrées.

### Personnalités liées à la commune
- Thomas Arbousset (1810-1877), pasteur et missionnaire protestant ;
- Le photographe Robert Doisneau a pris l’habitude de venir camper dans ce coin de campagne à la belle saison. Il y retrouve de la famille qui habite là. En 1940, c'est un refuge de loin de la capitale. Il séjourne alors dans le hameau Pôneuf (au sud-est du bourg). Ayant séjourné à plusieurs reprises, on lui doit une série de photos tel que Le Ruban de la mariée, ou encore Le Jus de poirion, photos à Saint Sauvant qui ont fait le tour du monde. En juin 2011, une salle socio-culturelle est inaugurée à Saint-Sauvant, elle porte le nom du photographe.
- Xavier Bernard né en 1873